# 手塚光照
手塚 光照（てづか みつてる、享和元年（1801年） - 文久2年5月21日（1862年6月18日））は、幕末の医師、蘭学者。名は「光照」であるが、手塚家の世襲の通称で良仙という名乗りをした。漫画家の手塚治虫の高祖父にあたる。父は武蔵国大里郡代村出身の手塚光行（富田与八郎の4男）で、彼も良仙を名乗り、息子の良庵（後に父を継ぎ良仙を名乗る）も同様である。

## 人物
先祖は平安時代末期の信濃国の国人、手塚光盛（太郎）という。光盛は木曾義仲に従い、寿永2年（1183年）6月に加賀国の篠原の戦いで、斎藤実盛を討ち取り、その名を挙げたという。しかし、寿永3年（1184年）1月の粟津の戦いで主君の義仲とともに源義経によって討ち取られて、その子孫は郷里にひっそりと暮らしたという。
光盛の子孫は、江戸時代前期に手塚吉兵衛が出て、常陸国に移り、その子の盛行が蘭医として始まった。盛行の子の盛方、盛方の子の東益と世襲され、東益には男子がなく女婿の良意が岳父の後を継いだ。その良意も男子がなく、武蔵国大里郡代村出身の光行（良仙）を女婿として迎えて、継がせた。
光行の子が光照であり、彼は江戸の蘭方医であり、常陸府中藩医として江戸小石川三百坂に住んだ。
彼は大槻俊斎の才を認め、長崎留学させるなどの庇護を加え、娘婿とした。蘭学修行のため息子・良庵を緒方洪庵の適塾に入門させている。
勤王画家として知られる菊池容斎が描き、明治期の歴史画に多大な影響を与えた『前賢故実』1巻から7巻までの校正者の中に、良仙の名が見える。人物略伝部分の単なる文字校正を担当したと考えるのが自然だろうが、容斎の画稿の中には人体骨格や筋肉の変化を写生したものもあるらしいことから、容斎の人物画について蘭方医の解剖学的な立場から助言を与えていたとも考えられる。
なお、玄孫にあたる手塚治虫は、光照の子・良庵を主人公の一人とする漫画『陽だまりの樹』を執筆している。光照も主要人物として登場し、作者の治虫の自画像そっくりに作画されている。なお作中では、光照は既に良仙を名乗っており、後に良庵が良仙の名を継いでいる。

## 家族・親族

### 手塚家
- 六世祖父・吉兵衛
- 五世祖父・盛行
- 高祖父・盛方
- 曾祖父・東益
- 祖父・良意
- 父・良仙（光行）
- 妻・太田氏（本名不詳）（兄は光行の弟子西条藩医太田良海）
- 長男・良仙（良庵）（1826年 - 1877年。医師、蘭学者）
  - 孫・太郎（1862年 - 1932年。司法官）
  - 曾孫・粲（1900年 - 1986年。写真家）
  - 玄孫・治（治虫）（1928年 - 1989年。漫画家）
  - 来孫・眞（1961年 - 。映像クリエイター）
  - 来孫・るみ子（1964年 - 。プランニングプロデューサー）
- 長女・海香（夫は大槻俊斎）
- 次男・鮭延良節（医師、加賀藩医鮭延家へ養子入り、妻は俊斎の妹）
- 次女・秀（夫は手塚家婿養子の手塚良斎（内村政富、種痘所設立者83名の一人））
- 三女 （夫は伊東玄晁（種痘所設立者83名の一人））
- 四女 （夫は植村千代助）[3]

## 演じた俳優
- 奥村公延（「陽だまりの樹」舞台・1992年）
- 坂上二郎（「陽だまりの樹」舞台・1995年、1998年）
- 永井一郎（「陽だまりの樹」テレビアニメシリーズ・2000年）
- 大竹宏（「陽だまりの樹　第一楽章」舞台・2002年）
- 石倉三郎（「陽だまりの樹」舞台・2013年）
- 笹野高史（「陽だまりの樹」テレビシリーズ・2013年）
- 浅川聡（「陽だまりの樹」舞台・2014年）